# 范集乡
范集乡是中国河南省周口市项城市下辖的一个乡。

## 行政区划
范集乡下辖：范集村、杨庄村、党庄村、程营村、大陈村、双楼村、位营村、曹屯村、李楼村、曹庄村、申营村、史庄村、蒋寨村、宋营村、朱庄村、张楼村、路口村、文庄村、侯营村、尚店村、杨营村、司庄村、前邓楼村、大吴村、付楼村、余营村、大王村、郭王村。